# Attila Zsivóczky
Attila Zsivóczky Pandel (Budapest, 29 aprile 1977) è un ex multiplista ungherese.
È figlio del campione olimpico di lancio del martello Gyula Zsivótzky.

## Palmarès
| Anno | Manifestazione    | Sede     | Evento        | Risultato | Prestazione | Note                                     |
| ---- | ----------------- | -------- | ------------- | --------- | ----------- | ---------------------------------------- |
| 1994 | Mondiali juniores | Lisbona  | Salto in alto | 4º        | 2,20 m      |                                          |
| 1996 | Mondiali juniores | Sydney   | Decathlon     | Oro       | 7582 p.     |                                          |
| 1997 | Europei under 23  | Turku    | Decathlon     | 4º        | 7804 p.     |                                          |
| 1998 | Europei           | Budapest | Decathlon     | 16º       | 7876 p.     |                                          |
| 1999 | Europei under 23  | Göteborg | Decathlon     | Oro       | 8379 p.     |                                          |
| 1999 | Mondiali          | Siviglia | Decathlon     | 10º       | 8019 p.     |                                          |
| 2000 | Europei indoor    | Gand     | Eptathlon     | 4º        | 6033 p.     |                                          |
| 2000 | Giochi olimpici   | Sydney   | Decathlon     | 8º        | 8277 p.     |                                          |
| 2001 | Mondiali          | Edmonton | Decathlon     | 4º        | 8371 p.     |                                          |
| 2002 | Europei indoor    | Vienna   | Eptathlon     | 5º        | 5957 p.     |                                          |
| 2004 | Giochi olimpici   | Atene    | Decathlon     | 6º        | 8287 p.     |                                          |
| 2005 | Europei indoor    | Madrid   | Eptathlon     | 5º        | 6024 p.     |                                          |
| 2005 | Mondiali          | Helsinki | Decathlon     | Bronzo    | 8385 p.     |                                          |
| 2006 | Europei           | Göteborg | Decathlon     | Argento   | 8356 p.     |                                          |
| 2007 | Mondiali          | Osaka    | Decathlon     | 12º       | 8017 p.     | Miglior prestazione personale stagionale |
| 2008 | Giochi olimpici   | Pechino  | Decathlon     | dnf       | dnf         |                                          |
| 2014 | Europei           | Zurigo   | Decathlon     | 17º       | 7646 p.     |                                          |